# دين بلفنز
دين بلفنز (بالإنجليزية: Dean Blevins)‏ هو صحفي أمريكي، ولد في 1956.